# Служеюв
Служеюв (пол. Służejów) — село в Польщі, у гміні Зембіце Зомбковицького повіту Нижньосілезького воєводства.
Населення — 232 особи (2011).
У 1975-1998 роках село належало до Валбжиського воєводства.

## Демографія
Демографічна структура станом на 31 березня 2011 року:
|          | Загалом | Допрацездатний вік | Працездатний вік | Постпрацездатний вік |
| -------- | ------- | ------------------ | ---------------- | -------------------- |
| Чоловіки | 113     | 23                 | 82               | 8                    |
| Жінки    | 119     | 16                 | 76               | 27                   |
| Разом    | 232     | 39                 | 158              | 35                   |